# Rally Islas Canarias - El Corte Inglés de 2013
El Rally Islas Canarias - El Corte Inglés 2013 fue la edición 37.º, la tercera ronda de la temporada 2013 del Campeonato de Europa de Rally y la primera ronda del temporada 2013 del Campeonato de España de Rally. Se celebró en Gran Canaria del 21 al 23 de marzo y contó con un itinerario de catorce tramos sobre asfalto que sumaban un total de 246,34 km cronometrados.
La lista de inscritos estaba compuesta por 69 participantes de los que 30 participan en el certamen europeo y los 39 restantes en el campeonato de España o el campeonato canario. Entre los más representativos destacan Jan Kopecký, Craig Breen o Robert Kubica expiloto de Fórmula 1 que hará su debut en el campeonato de Europa.
El jueves 21 se celebró el shakedown donde el polaco Robert Kubica marcó el mejor tiempo. Segundo fueron Jan Kopecký y Luis Monzón con el mismo tiempo a 0,6 de Kubica. La prueba fue claramente dominada por el polaco Kubica que marcó el mejor tiempo en los primeros ocho tramos y aumentó su ventaja respecto a su inmediato seguidor en más de un minuto. Sin embargo en el segundo tramo del sábado, Kubica sufrió un accidente en una curva de derechas que le destrozó la rueda trasera izquierda que le obligó a abandonar e impidiendo celebrar la que hubisese sido su primera victoria en una prueba internacional. De esta manera el checo Jan Kopecký afrontó los últimos cuatro tramos y se adjudicó la victoria. Segundo fue el irlandés Craig Breen con el Peugeot 207 S2000 y tercero el español Luis Monzón con el Mini John Cooper Works S2000. En el campeonato de España la victoria fue para Monzón acompañado en el podio por Miguel Ángel Fuster y Xavi Pons, ambos con sendos Porsche 997 GT3.

## Itinerario
| Día              | Tramo | Nombre                      | Distancia | Hora  | Ganador             | Tiempo  | Veloc. media | Líder rally   |
| ---------------- | ----- | --------------------------- | --------- | ----- | ------------------- | ------- | ------------ | ------------- |
| Día 1 viernes 22 | SS1   | Moya 1                      | 13,57 km  | 07:48 | Robert Kubica       | 8:40.4  | 93.9 km/h    | Robert Kubica |
| Día 1 viernes 22 | SS2   | Artenara 1                  | 10,49 km  | 08:24 | Robert Kubica       | 13:49.4 | 91.9 km/h    | Robert Kubica |
| Día 1 viernes 22 | SS3   | Tejeda 1                    | 14,31 km  | 09:09 | Robert Kubica       | 8:50.5  | 97.1 km/h    | Robert Kubica |
| Día 1 viernes 22 | SS4   | Moya 2                      | 13,57 km  | 12:17 | Robert Kubica       | 8:32.2  | 95.4 km/h    | Robert Kubica |
| Día 1 viernes 22 | SS5   | Artenara 2                  | 21,18 km  | 12:54 | Robert Kubica       | 13:29.9 | 94.1 km/h    | Robert Kubica |
| Día 1 viernes 22 | SS6   | Tejeda 2                    | 14,31 km  | 13:39 | Robert Kubica       | 8:51.2  | 97.0 km/h    | Robert Kubica |
| Día 1 viernes 22 | SS7   | Agüimes                     | 25,82 km  | 17:27 | Robert Kubica       | 14:39.5 | 105.7 km/h   | Robert Kubica |
| Día 1 viernes 22 | SS8   | Ingenio                     | 20,88 km  | 18:30 | Robert Kubica       | 12:38.9 | 99.0 km/h    | Robert Kubica |
| Día 2 sábado 23  | SS9   | Maspalomas 1                | 13,28 km  | 10:28 | Jan Kopecký         | 4:24.8  | 116.9 km/h   | Robert Kubica |
| Día 2 sábado 23  | SS10  | San Bartolomé de Tirajana 1 | 21,36 km  | 11:01 | Jan Kopecký         | 12:39.0 | 101.3 km/h   | Jan Kopecký   |
| Día 2 sábado 23  | SS11  | Valleseco 1                 | 16,12 km  | 11:44 | Miguel Ángel Fuster | 9:59.3  | 96.8 km/h    | Jan Kopecký   |
| Día 2 sábado 23  | SS12  | Maspalomas 1                | 13,28 km  | 15:07 | Jan Kopecký         | 4:25.9  | 116.4 km/h   | Jan Kopecký   |
| Día 2 sábado 23  | SS13  | San Bartolomé de Tirajana 2 | 21,36 km  | 15:40 | Fernando Capdevila  | 12:35.3 | 101.8 km/h   | Jan Kopecký   |
| Día 2 sábado 23  | SS14  | Valleseco 2                 | 16,12 km  | 16:23 | Jan Kopecký         | 9:36.1  | 100.7 km/h   | Jan Kopecký   |

## Clasificación final
| Pos.                 | Piloto                | Copiloto             | Automóvil               | Tiempo    | Diferencia | Puntos  |
| General              | General               | General              | General                 | General   | General    | General |
| -------------------- | --------------------- | -------------------- | ----------------------- | --------- | ---------- | ------- |
| 1.                   | Jan Kopecký           | Pavel Dresler        | Škoda Fabia S2000       | 2:24:30.9 | 0.0        |         |
| 2.                   | Craig Breen           | Paul Nagle           | Peugeot 207 S2000       | 2:26:23.3 | +1:52.4    |         |
| 3.                   | Luis Monzón           | José Carlos Déniz    | Mini Cooper S2000 1.6T  | 2:27:49.8 | +3:18.9    |         |
| 4.                   | Fernando Capdevila    | David Rivero         | Ford Focus RS WRC '06   | 2:28:02.3 | +3:31.4    |         |
| 5.                   | Miguel Ángel Fuster   | Daniel Cue           | Porsche 997 GT3         | 2:29:01.8 | +4:30.9    |         |
| 6.                   | Xavi Pons             | Álex Haro            | Porsche 997 GT3         | 2:30:46.2 | +6:15.3    |         |
| 7.                   | Andreas Aigner        | Jürgen Heigl         | Subaru Impreza STi R4   | 2:31:21.7 | +6:50.8    |         |
| 8.                   | Jonathan Pérez        | Francisco J. Álvarez | Mitsubishi Lancer Evo X | 2:31:25.3 | +6:54.4    |         |
| 9.                   | Alberto Meira         | David Vázquez        | Mitsubishi Lancer Evo X | 2:32:08.2 | +7:37.3    |         |
| 10.                  | Germain Bonnefis      | Olivier Fournier     | Renault Mégane RS       | 2:33:01.9 | +8:31.0    |         |
| ERC                  |                       |                      |                         |           |            |         |
| 1.                   | Jan Kopecký           | Pavel Dresler        | Škoda Fabia S2000       | 2:24:30.9 | 0.0        | 25      |
| 2.                   | Craig Breen           | Paul Nagle           | Peugeot 207 S2000       | 2:26:23.3 | +1:52.4    | 18      |
| 3.                   | Luis Monzón           | José Carlos Déniz    | Mini Cooper S2000 1.6T  | 2:27:49.8 | +3:18.9    | 15      |
| 4. (7.)              | Andreas Aigner        | Jürgen Heigl         | Subaru Impreza STi R4   | 2:31:21.7 | +6:50.8    | 12      |
| 5. (10.)             | Germain Bonnefis      | Olivier Fournier     | Renault Mégane RS       | 2:33:01.9 | +8:31.0    | 10      |
| 6. (12.)             | Gorka Antxustegui     | Alberto Iglesias     | Suzuki Swift S1600      | 2:33:52.5 | +9:21.6    | 8       |
| 7. (13.)             | Janos Puskadi         | Barnabás Gódor       | Škoda Fabia S2000       | 2:34:44.5 | +10:13.6   | 6       |
| 8. (15.)             | Jean-Matthieu Leandri | Renaud Jamoul        | Peugeot 207 S2000       | 2:35:36.7 | +11:05.8   | 4       |
| 9. (16.)             | Robert Consani        | Thibaut Gorczyca     | Renault Mégane RS       | 2:36:28.6 | +11:57.7   | 2       |
| 10. (18.)            | Antonín Tlusťák       | Lukáš Vyoral         | Škoda Fabia S2000       | 2:38:36.1 | +14:05.2   | 1       |
| Campeonato de España |                       |                      |                         |           |            |         |
| 1. (3.)              | Luis Monzón           | José Carlos Déniz    | Mini Cooper S2000 1.6T  | 2:27:49.8 | 0.0        |         |
| 2. (5.)              | Miguel Ángel Fuster   | Daniel Cue           | Porsche 997 GT3         | 2:29:01.8 | +1:12.0    |         |
| 3. (6.)              | Xavi Pons             | Álex Haro            | Porsche 997 GT3         | 2:30:46.2 | +2:56.4    |         |
| 4. (8.)              | Jonathan Pérez        | Francisco J. Álvarez | Mitsubishi Lancer Evo X | 2:31:25.3 | +3:35.5    |         |
| 5. (9.)              | Alberto Meira         | David Vázquez        | Mitsubishi Lancer Evo X | 2:32:08.2 | +4:18.4    |         |
| 6. (11.)             | Alfonso Viera         | Víctor Pérez         | Mitsubishi Lancer Evo X | 2:33:38.7 | +5:48.9    |         |
| 7. (12.)             | Gorka Antxustegui     | Alberto Iglesias     | Suzuki Swift S1600      | 2:33:52.5 | +6:02.7    |         |
| 8. (14.)             | Enrique Cruz          | Ariday Bonilla       | Porsche 997 GT3         | 2:35:23.2 | +7:33.4    |         |
| 9. (17.)             | Víctor Senra          | Enrique Velasco      | Mitsubishi Lancer Evo X | 2:36:42.3 | +8:52.5    |         |
| 10. (21.)            | Alejandro Pais        | Oriol Julià          | Mitsubishi Lancer Evo X | 2:39:05.2 | +11:15.4   |         |

| Predecesor: - | España 2013 | Sucesor: Cantabria 2013 |